# Rennes School of Business
Rennes School of Business – francuska uczelnia ekonomiczna w Rennes. Założona w 1990. Posiada status grande école.
W 2019 roku uczelnia uplasowała się na 56 miejscu spośród wszystkich uczelni ekonomicznych w Europie.
Programy studiów realizowane przez Rennes SB posiadają potrójną akredytację przyznaną przez AMBA, EQUIS oraz AACSB.